# 斯特拉希爾峰

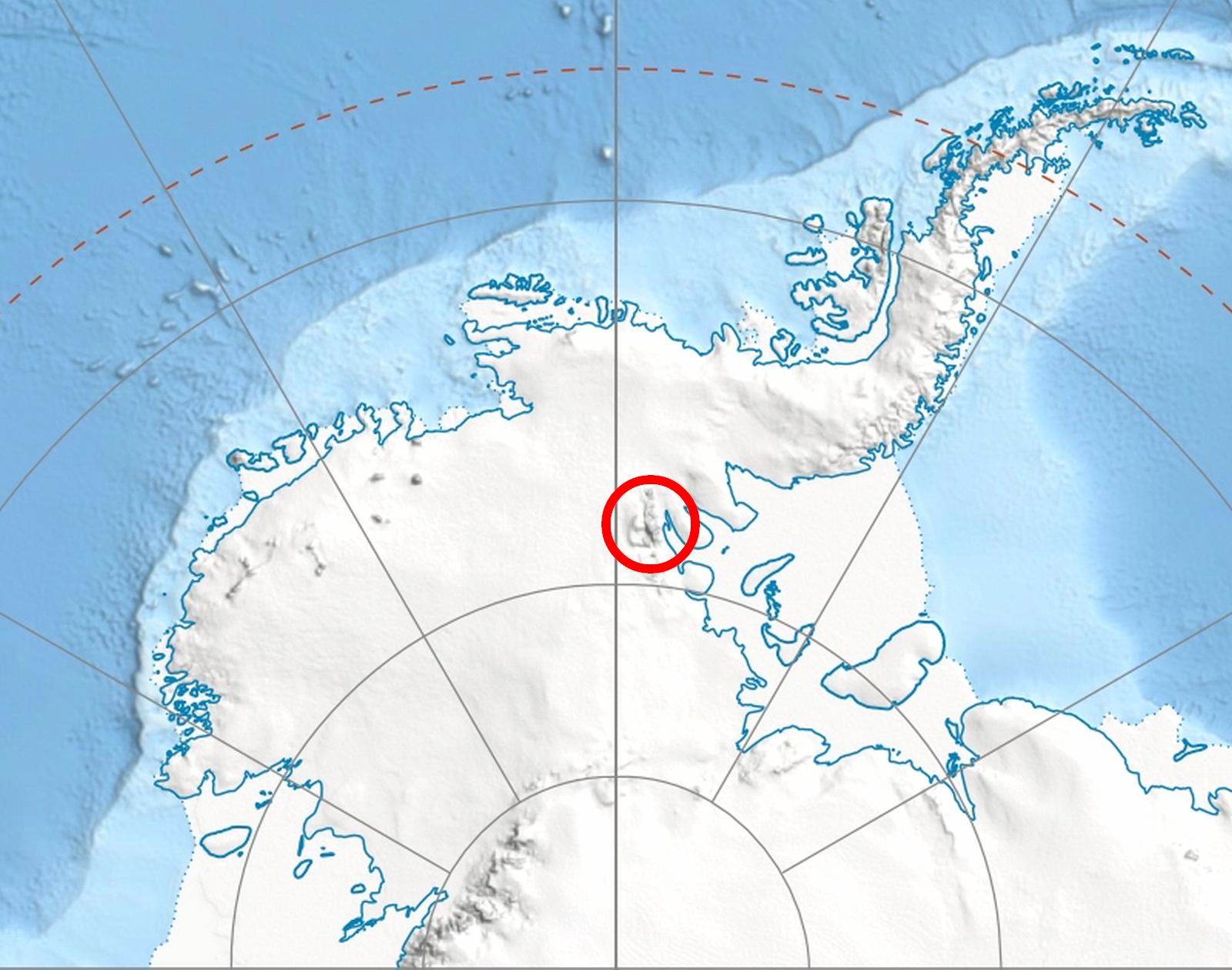

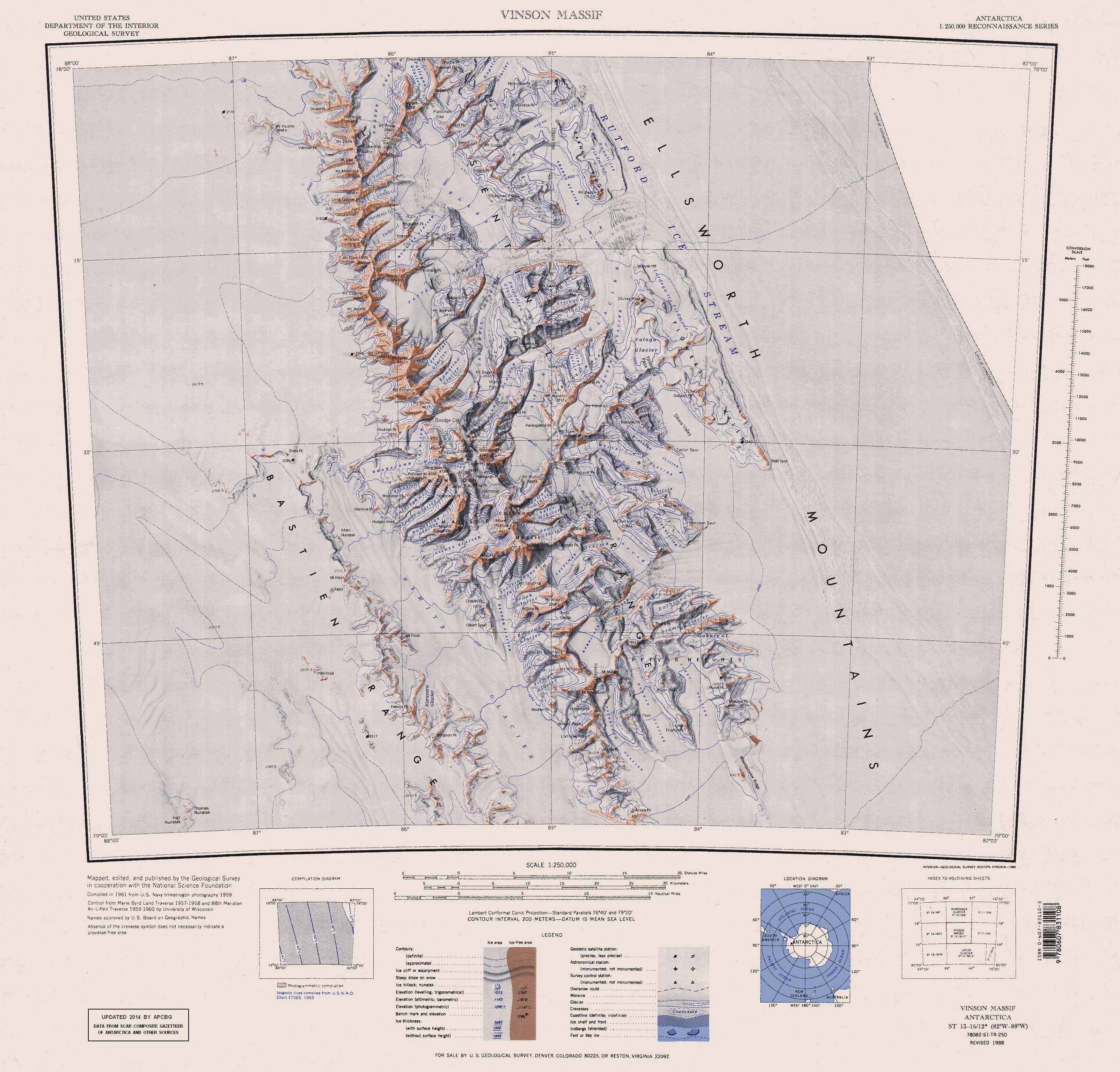

斯特拉希爾峰（英語：Strahil Peak）是南極洲的山峰，位於埃爾斯沃思地，處於赫爾山西北面2.8公里、哈布利山東北面8.2公里、錫利亞諾夫峰東南面8.63公里和布羅克斯峰以南7.7公里，屬於埃爾斯沃思山脈中森蒂納爾嶺的一部分，海拔高度2,700米，現時由南極條約體系管理。